# Idioma español en Italia
Los hablantes nativos de español, en Italia, constituyen una importante comunidad de emigrantes de 
países hispanohablantes, que suman unas 600 000 personas, principalmente de Perú (256 208 peruanos). También se estima que podría haber unos 136 000 ecuatorianos. Menos importante es la presencia de 22 262 españoles, 11 239 argentinos, 5 485 mexicanos y 4 138 chilenos. En comunidades culturales hispanas menores a 4 000 individuos predominan los venezolanos, colombianos, dominicanos, puertorriqueños, paraguayos y bolivianos.
Según el Eurobarómetro del 2012, el 11 % de la población de Italia mayor de 15 años, es capaz de mantener una conversación en español. Estos son 3 704 863 personas. Del 11 %, el 2 % declararon hablarlo muy bien, y el 9 % restante lo habla bien.
La educación, en Italia, promueve el aprendizaje de hasta cuatro idiomas, en función del itinerario que cada alumno escoja (normalmente inglés, francés, alemán y español). De este modo, el estudio del español como lengua extranjera se encuentra en plena expansión y, en el curso 2004/2005, el número de estudiantes italianos que escogieron el español fue de 64 575.
En Italia se encuentran 4 Institutos Cervantes, situados en las ciudades de Roma, Milán, Nápoles y Palermo.

## Historia
El español, en Italia, fue también una de las lenguas diplomáticas presentes en las cortes de varios 
Estados italianos preunitarios, cuando algunos de estos estuvieron bajo dominio de la Monarquía Hispánica, como el Reino de Nápoles, el Reino de Sicilia, el Ducado de Milán, los Presidios de Toscana y el Reino de Cerdeña insular. Todos ellos dejaron de ser dominios de los monarcas españoles en 1713, con la Paz de Utrecht. 
Es posible encontrar algunos específicos castellanismos (y, aunque en menor medida, algunos catalanismos) en diferentes dialectos y lenguas de Italia, así como en el mismo italiano, pero no debemos olvidar que también los italianismos (tanto provenientes de las lenguas italianas regionales como del italiano normativo) han aportado voces al castellano, sobre todo a partir del Renacimiento, por ejemplo con términos como chao/u (ciao), novela (novella), acuarela (acquerello), violín (violino), saltimbanqui (saltimbanco), balcón (balcone), fragata (fregata), escopeta (scoppietta), embajador (ambasciatore), batallón (battaglione), payaso (pagliaccio), banco (banca/o), macarrón (maccherone/maccarone), espaguetis (spaghetti) o pizza (pizza), entre muchos otros.
En la isla de Cerdeña, especialmente en las zonas de Sácer (Sassari) y Cáller (Cagliari), el español gozó de popularidad en las clases altas isleñas entre el siglo XVI e inicios del XVIII (y de manera diferente al resto de Estados italianos, donde el español era exclusivo de la diplomacia en el contexto político de las distintas cortes y nunca llegó a ser idioma literario, administrativo o de los estudios, sectores en los cuales se empleaba el italiano), hasta el punto de existir una exigua, pero interesante, literatura italo-española (o sardo-española) de autores sardos como Antonio de Lofraso, Giuseppe Delitala o Giuseppe Zatrilla Vico (conocido como Josè Zatrilla y Vico Dedoni y Manca).

## El español en la música
En este país ha habido grandes artistas que han tenido éxito en países hispanohablantes cantando en español, entre ellos los cantantes Eros Ramazzotti, Elettra Lamborghini, Laura Pausini, Tiziano Ferro, Andrea Bocelli, Umberto Tozzi, el grupo Matia Bazar, Gianni Morandi, Gianni Bella, Marcella Bella, Lucio Battisti, Nicola di Bari, Nek, Franco Simone y Gianna Nannini, entre otros.